# Incidence des Experts
 (décembre 2011).
Si vous disposez d'ouvrages ou d'articles de référence ou si vous connaissez des sites web de qualité traitant du thème abordé ici, merci de compléter l'article en donnant les références utiles à sa vérifiabilité et en les liant à la section « Notes et références ».

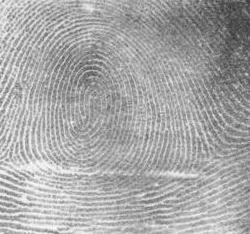
Empreinte digital, élément distinctif de l'incidence des expert.

L'incidence des Experts est un vocable sous laquelle on désigne les effets de la série télévisée à succès Les Experts. En effet, des sociologues et des juristes américains ont remarqué que les attentes des victimes, des jurés mais également des criminels eux-mêmes en matière d'enquête criminelle, a changé depuis l'apparition de la franchise de séries à succès présentant les techniques de la police scientifique. On parle en anglais de CSI Effect ou CSI Syndrome.
Les séries présentent une version glamour, romancée et inexacte scientifiquement des méthodes réelles. Par exemple, la place de la preuve ADN est grandement exagérée tout comme sa pertinence. Les procureurs sont poussés à produire toujours plus de preuves scientifiques même si cela ne présente a priori aucun intérêt pour l'affaire[réf. nécessaire].

## Les trois types d'effets remarqués

### L'effet sur les jurés
La vulgarisation des techniques de police scientifique et de médecine légale mène à une sorte de biais entre la réalité de celles-ci et leur représentation fictive dans la série. Bien que les technologies présentées par la série et ses dérivés existent dans les laboratoires criminels, elles demandent bien plus de temps et sont souvent bien plus équivoques dans la réalité.
Les analystes craignent que les gens en viennent à croire que les sciences légales sont aussi efficaces que dans les séries et s'attendent donc à des effets plus spectaculaires dans les cours de justice.
L'exemple le plus flagrant est celui des preuves ADN qui sont demandées par les jurés que cela soit justifié ou non dans l'affaire à juger. Un exemple parmi d'autres est celui d'un juré qui refusa de condamner un homme pour escroquerie puisque ni son ADN ni ses empreintes digitales n'avaient été trouvés sur les documents falsifiés.[réf. nécessaire]
Voir article connexe sur Adrien Quesnel.
Une étude empirique de l'effet CSI suggère que les téléspectateurs de la série Les Experts ou de toute autre série de médecine légale sont plus critiques que les autres jurés quant aux preuves scientifiques qui leur sont présentées et moins convaincus par elles. Par ailleurs, ces différences ne sont pas retrouvées chez les téléspectateurs d'autres séries policières.[réf. souhaitée]
Une autre étude a échoué à montrer une corrélation entre le fait que les jurés potentiels sont des téléspectateurs de la série et le fait qu'ils réclament des preuves scientifiques pour juger l'accusé.[réf. souhaitée]
Une troisième étude fait sur une simulation de procès a montré que les téléspectateurs de la série ont rendu le même verdict que ceux qui ne le sont pas.[réf. souhaitée]

### L'effet sur les criminels
L'incidence sur les criminels est la plus redoutée.
Tammy Klein, criminaliste au Los Angeles County Sherriff's Departement et bien d'autres experts sur le sujet ont remarqué que les suspects ont de plus en plus tendance à détruire les preuves (asperger le lieu du crime avec de l'eau de Javel pour détruire l'ADN par exemple) ou à faire disparaître les indices tels que les poils, les fibres textiles, etc.
Un exemple cité par l'expert américain Valentin Darry est révélateur. Dans l'Ohio, un suspect, se décrivant lui-même comme fan des Experts, a tué une mère et sa fille. Il a utilisé de l'eau de javel pour se laver les mains du sang des victimes et a recouvert l'intérieur de sa voiture de couvertures pour éviter les transferts de sang dans son véhicule alors qu'il transportait les cadavres. Il a ensuite brûlé les couvertures, ses vêtements ainsi que ses mégots de cigarettes.
Il a ensuite tenté de jeter le reste des preuves, y compris l'arme du crime, dans un lac mais celui-ci était gelé.
Le peu de preuves retrouvées par la suite a néanmoins permis à la police de l'arrêter.

### L'effet sur les formations scientifiques
Les universités américaines ont vu le nombre d'étudiants en sciences criminelles (forensic science) et dans les autres formations apparentées augmenter considérablement. Ce qui n'est pas du goût des policiers qui trouvent que la généralisation de ces enseignements nuit aux étudiants. En effet, les programmes étant plus nombreux et plus communs, les diplômés sont de moins en moins bien préparés à la réalité policière.[réf. nécessaire]
Le parcours traditionnel pour les futurs experts commence par une licence en science (biologie, chimie) puis  par une spécialisation dans les sciences légales ou une formation dans la police.
En France, les associations de vulgarisation scientifique pour les enfants proposent également des introductions aux sciences légales. L'exemple le plus connu est celui de la Cité des sciences et de l'industrie et l'exposition Crim'expo.